# Pyridinové komplexy kovů

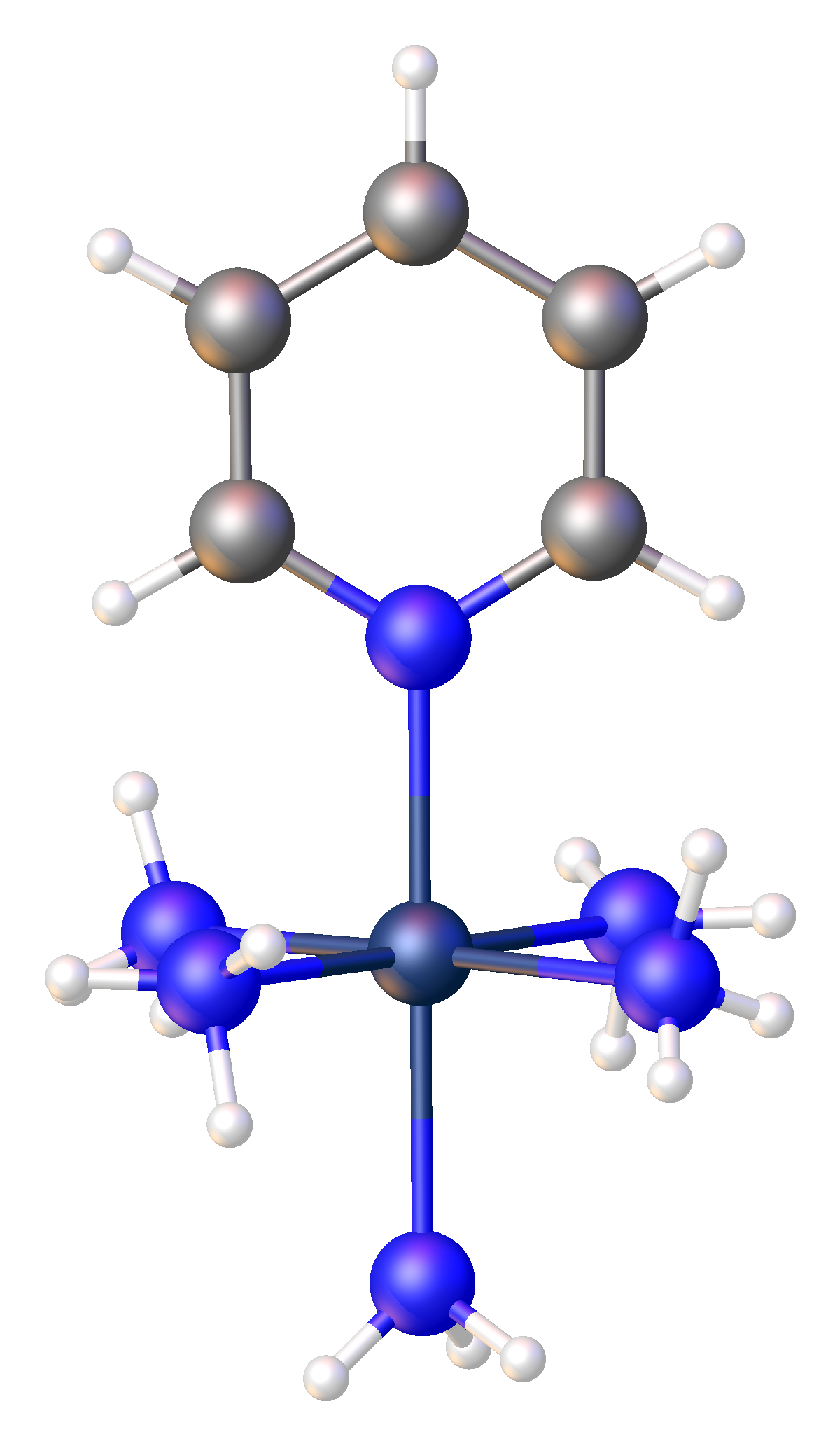
Strktura [Ru(NH_{3})_{5}py]^{2+}, se znázorněním sterických efektů 2,6-protonů a cis ligandů

Pyridinové komplexy kovů jsou koordinační sloučeniny obsahující pyridinové ligandy.  Na kovy se mohou koordinovat také mnohé deriváty pyridinu, například methylpyridiny a chinoliny.

## Vazby
S pKa konjugované kyseliny 5,25 je pyridin přibližně 15krát slabší zásadou než imidazol. Pyridin je slabým pí-akceptorem. Délky vazeb M-N v komplexech [MCl2(py)4]2+ s rostoucím počtem d-elektronů u kovu klesají. Počet známých pyridinových komplexů kovů v nízkých oxidačních číslech není velký.
Pyridin funguje jako Lewisova zásada i u prvků hlavní skupiny, příkladem mohou být komplexy SO3(py) a BH3py.

## Rozdělení
Komplexy pyridinu lze dělit do skupin podle jejich geometrie, například na oktaedrické, tetraedrické a lineární.

### Oktaedrické komplexy

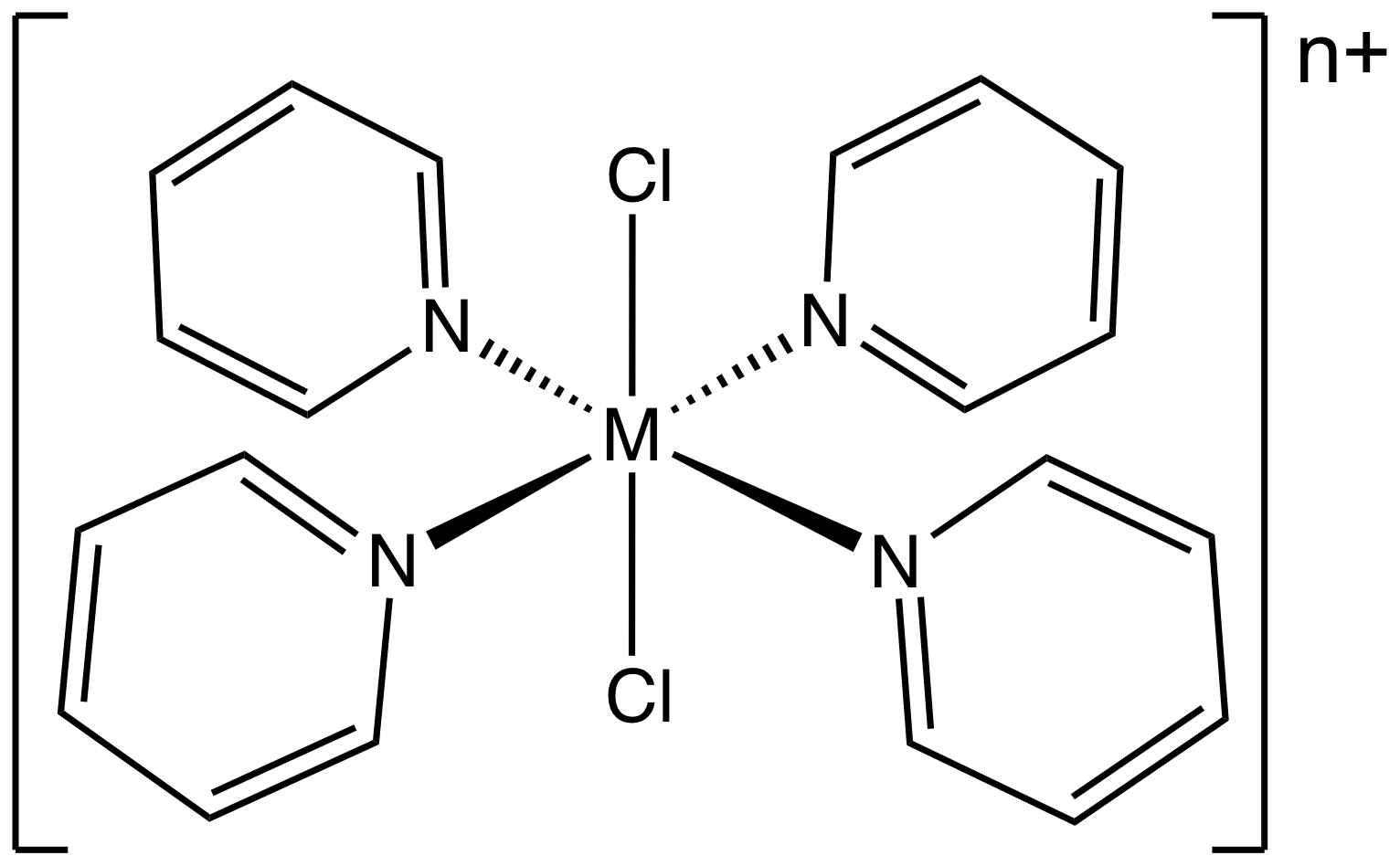
trans-[MCl_{2}(pyridin)_{4}]^{n+}

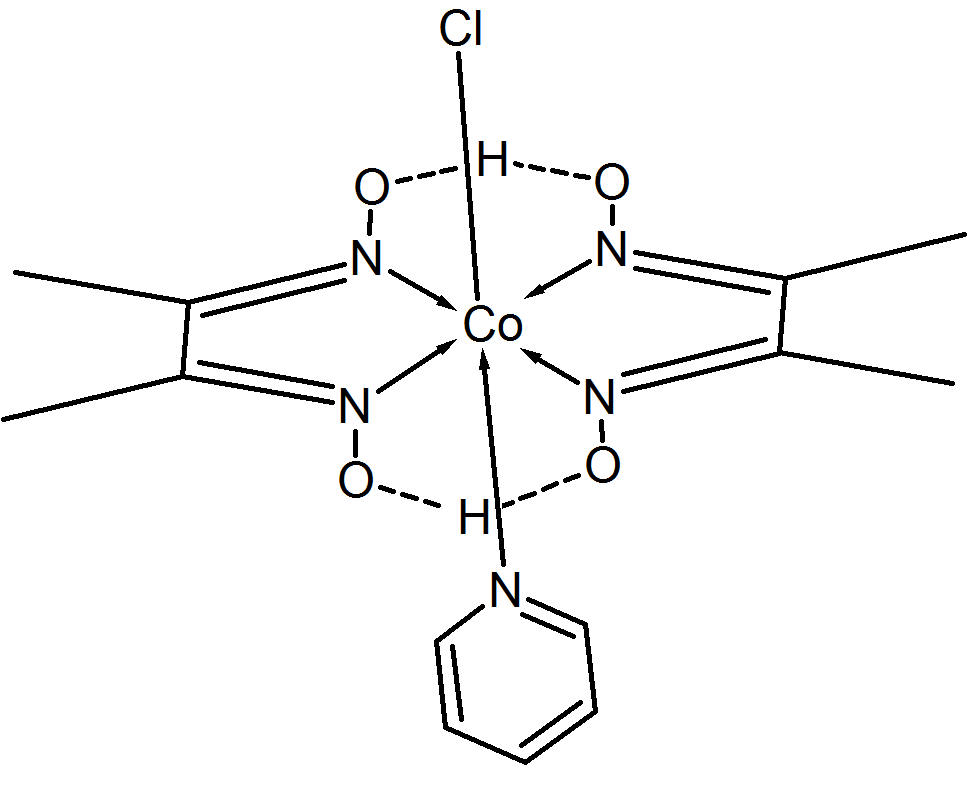
Chloro(pyridin)kobaloxim

Crabtreeův katalyzátor

Vzhledem k poměrně velkému úhlu C-N-C na sebe 2,6-vodíkové atomy navzájem působí za tvorby [M(py)6]z komplexů. Bylo popsáno několik homoleptických oktaedrických pyridinových komplexů. Takovéto komplexní ionty se vyskytují v solích [Ru(py)6]Fe4(CO)13 a [Ru(py)6](BF4)2.
Některé sloučeniny se stechiometrickými vzorci M(py)6(ClO4)2 se lépe popisují jako [M(py)4(ClO4)2].(py)2
Časté jsou komplexy pyridinu typu [MCl2(py)4]n+. Chloridové ligandy jsou zde navzájem v poloze trans. 
| Vzorec              | Registrační číslo CAS | Důležité vlastnosti                                                       | Příprava                                        |  |
| ------------------- | --------------------- | ------------------------------------------------------------------------- | ----------------------------------------------- |  |
| TiCl2(pyridin)4     | 131618-68-3           | modrý, tripletový dTi-N=227 pm, dTi-Cl = 250 pm (solvatovanýtv THF)       | TiCl3(THF)3 + KC8 + py                          |  |
| VCl2(pyridin)4      | 15225-42-0            | růžový                                                                    | VCl3 + Zn + py                                  |  |
| CrCl2(pyridin)4     | 51266-53-6            | zelený dCr-Cl = 280 pm dCo-Cl = 216 pm                                    | CrCl2 + py                                      |  |
| MnCl2(pyridin)4     | 14638-48-3            | 138,3                                                                     |                                                 |  |
| FeCl2(pyridin)4     | 15138-92-8            | žlutý dFe-Cl = 243 pm                                                     | FeCl2 + py                                      |  |
| CoCl2(pyridine)4    | 13985-87-0            | modrý dCo-Cl = 244 pm                                                     | CoCl2 + py                                      |  |
| [CoCl2(pyridin)4]Cl | 27883-34-7            | zelený (hexahydrát) dCo-Cl = 225 pm, dCo-N = 198 pm jako sůl [CoCl3(py)]− | CoCl2(pyridin)4 + Cl2                           |  |
| NiCl2(pyridin)4     | 14076-99-4            | modrý dNi-Cl = 244 pm                                                     | NiCl2 + py                                      |  |
| NbCl2(pyridin)4     | 168701-43-7           | dNb-N = 222 pm, dNb-Cl = 251 pm                                           | NbCl4(thf)2 + KC8 + py                          |  |
| [MoCl2py)4]Br3      |                       | sůl Br3−                                                                  | žlutý dMo-Cl= 2.41 pm, dMo-N=220 pm             |  |
| TcCl2py)4           | 172140-87-3           | růžový dTc-Cl = 241 pm, dTc-N = 210 pm                                    | TcCl4py2 + Zn + py                              |  |
| RuCl2(pyridin)4     | 16997-43-6            | červenooranžový dRu-N=208 pm, dRu-Cl=240 pm                               | RuCl3(H2O)x + py                                |  |
| [RhCl2(pyridin)4]+  | 14077-30-6 (sůl Cl−)  | žlutý                                                                     | RhCl3(H2O)3 + py + katalytické redukční činidlo |  |
| OsCl2(pyridin)4     | 137822-02-7           | hnědý dOs-Cl = 240 pm, dOs-N= 206,8 pm                                    | K3OsCl6 + py + (CH2OH)2/140 °C                  |  |
| [IrCl2(pyridin)4]+  |                       | žlutý 135 pm (hexahydrát chloridu)                                        |                                                 |  |

K M-Cl-py komplexům patří též tris(pyridin)trihalogenidy, například [MCl3(py)3] (M = Ti, Cr, Rh, Ir).

### 4-koordinované komplexy

Collinsovo činidlo, CrO_{3}(pyridin)_{2}, používané v organické syntéze

4-koordinované komplexy pyridinu mohou být tetraedrické či čtvercově rovinné. K homoleptickým tetraedrickým sloučeninám tohoto druhu patří [M(py)4]n+. kde Mn+ = Cu+, Ni2+,Ag+, nebo Ag2+.
Ke čtvercově rovinným homoleptickým komplexům patří d8 kationty [M(py)4]n+, kde Mn+ = Pd2+, Pt2+ a Au3+.
Ni(ClO4)2(3-pikolin)2 má dva izomery, žlutý a diamagnetický a čtvercově rovinný, a modrý, paramagnetický a tetraedrický.
Manganaté a kobaltnaté ionty mohou, v závislosti na podmínkách, vytvářet jak tetraedrické komplexy druhu MCl2py2, tak i oktaedrické MCl2py4:
MCl2py2 + 2 py → MCl2py4

### 2- a 3-koordinované komplexy
Existuje řada komplexů [Au(py)2]+. Známy jsou také [Ag(py)3]+ a [Cu(py)2]+.

### Pí-komplexy
Vazby typu η6, jaké jsou přítomny v η6 komplexech benzenu, byly pozorovány pouze u stericky zatížených derivátů, jejichž  dusíkatá centra nejsou přístupná.

## Srovnání s ostatními ligandy

### Pikoliny
Jako ligandy přechodných kovů mohou sloužit mnohé substituované deriváty pyridinu, například monomethylované pyridiny, nazývané pikoliny. 2-pikoliny se ze sterických důvodů do tvorby koordinačních sloučenin nezapojují.

## 2,2'-bipyridin
Spojením dvou pyridinových kruhů v pozicích 2 vznikne 2,2'-bipyridin, fungující jako bidentátní ligand. Bipyridinové komplexy jsou v mnohém odlišné od pyridinových, například je znám velký počet komplexů [M(bipy)3]z, zatímco odpovídající komplexy [M(py)6]z jsou vzácné a bývají nestálé. Oxidační číslo bipyridinu je, například u sloučeniny [Cr(bipy)3]0, nestálé. Pyridinové obdoby tohoto komplexu nejsou známy.  Dichlorokomplexy [MCl2(bipy)2]n+, například RuCl2(bipy)2 bývají typu cis, zatímco [MCl2(py)4]n+ jsou vždy trans.

### Imidazoly
Další významnou skupinou N-heterocyklických ligandů jsou imidazoly. Oproti pyridinům se často vyskytují i v přírodě.

## Použití a výskyt
Crabtreeův katalyzátor, používaný při hydrogenačních reakcích, je komplexem pyridinu.
I když nemají pyridinové komplexy přechodných kovů mnoho jiných využití, tak jsou častými syntetickými prekurzory. Mnohé z nich jsou bezvodé, rozpustné v nepolárních rozpouštědlech a náchylné k alkylacím organolithnými a Grignardovými činidly. Z CoCl2(py)4 se například připravují organokobaltové a z NiCl2(py)4 organoniklové sloučeniny.